# Chrysanthrax crocinus
Chrysanthrax crocinus är en tvåvingeart som först beskrevs av Daniel William Coquillett 1892.  Chrysanthrax crocinus ingår i släktet Chrysanthrax och familjen svävflugor. Inga underarter finns listade i Catalogue of Life.